# Regió d'Ica
Ica és una regió del Perú. Limita al nord amb la Regió de Lima; al sud amb la Regió d'Arequipa; a l'est amb la Regió de Huancavelica i la Regió d'Ayacucho; i a l'oest amb l'oceà Pacífic.

## Divisió administrativa
La regió es divideix en cinc províncies:
- Chincha
- Pisco
- Ica
- Palpa
- Nazca